# Gogoșari
Gogoșari là một xã thuộc hạt Giurgiu, România. Dân số thời điểm năm 2002 là 2279 người.